# Christian Engström (matematiker)
Christian Jan-Olof Engström född 12 augusti 1971 är en svensk matematiker och professor som jobbar på Linnéuniversitetet, hans forskning fokuserar på beräkningsmatematik .

## Forskningsprojekt
- Beräkningsmatematik för prediktiva digitala tvillingar (PreDiTwin)[2]
- Optimering med PDE-bivillkor
- Approximation av fraktionella integro-differentialekvationer utan förorening av spektrum
- Effektiva och tillförlitliga beräkningar av spridningsresonanser
- Vetenskapliga beräkningar och partiella differentialekvationer
- Spektralteori för obegränsade operatorfunktioner